# Jos Haex
Jos Haex ou Jozef Haex est un coureur cycliste belge, né le 19 août 1959 à Meeuwen.
Il devient professionnel en juin 1982 et le reste jusqu'en 1992. Il y remporte 4 victoires.

## Palmarès

### Palmarès amateur
- 1980
  - 3e des Quatre Jours du Hainaut occidental
- 1981
  - 2e de la Cinturó de l'Empordà
- 1982
  - 3eb (contre-la-montre) et 4e étapes du Circuit franco-belge
  - Étoile de Sud
  - 2e du Circuit franco-belge
  - 2e du Triptyque ardennais

### Palmarès professionnel
- 1988
  - 3e étape du Grand Prix du Midi libre
  - 3e du Grand Prix du Midi libre

## Résultats sur les grands tours

### Tour de France
5 participations
- 1986 : 78e
- 1987 : 71e
- 1988 : 56e
- 1989 : non-partant (13e étape)
- 1990 : 68e

### Tour d'Italie
1 participation
- 1989 : 34e